# Exoprosopa asiatica
Exoprosopa asiatica är en tvåvingeart som beskrevs av Zaitzev 1972. Exoprosopa asiatica ingår i släktet Exoprosopa och familjen svävflugor. Inga underarter finns listade i Catalogue of Life.